# Faxe Boldklub
Faxe Boldklub (Faxe BK) blev stiftet den 27. maj 1927.
Initiativet til klubben blev taget af tre arbejdere i stenhuggeriet,
Frederik Jensen, Aksel Frederiksen, og Holger Jensen. De indkaldte til stiftende generalforsamling på Hotel Faxe.
Interessen viste sig at være ganske pæn, og der mødte 35 interesseret op, som alle meldte sig ind som medlemmer. Den første bestyrelse blev valgt og Faxe Boldklub var herefter en realitet.
Efter starten i 1927, hvor klubben lejede en mark af en gårdejer på Egedevejen, fik man i 1934 stillet en bane til rådighed på Kalkbrudsvej.
I 1935 tages det første klubhus i brug samme sted. Bygge pris udgør kr. 3.007,10.
Den 20. august 1944 blev Faxe Boldklubs nuværende stadion indviet
på Præstøvej. 
Den 13. september 1956 påbegyndtes byggeriet af klubhuset,
som danner rammen om boldklubben, anno 2008. 
Den 3. maj 1959 blev klubhuset indviet, og klubhuset var efter datidens målestok,
et meget flot byggeri, der gav genlyd rundt omkring på Sjælland.
Sjællands Tidende havde følgende overskrift: "Faxe Boldklubs nye hus er en storslaaet præstation".
Klubhuset er efterfølgende blevet udvidet flere gange, senest i 1992.
I dag, 2008, har Faxe Boldklub et fuldt moderne klubhus,
med de faciliteter der efterspørges i en klub af denne størrelse.

## Ekstern henvisning
- Faxe Boldklubs hjemmeside Arkiveret 5. december 2008 hos  Wayback Machine